# Luis Ferrandis d'Híxar i Beaumont

Escut de la família d'Híxar.

Luis Ferrandis d'Híxar i Beaumont fou un noble aragonès, senyor d'Híxar i primer duc de Lécera i comta de Belchite. Nascut l'any 1427 i mort l'any 1517.

## Vida
Fou el sèptim membre de la Casa de Híxar en governar dita localitat. Del seu pare Joan Ferrandis d'Híxar i Cabrera heretar el ducat d'Híxar i el títol honorari de duc d'Aliaga.
Es va casar amb Guiomar Enríquez de Mendoza, filla de Enrique Enríquez de Mendoza i parent de la reina Joana Enríquez, amb la que tinguer tres fills:
- Luis Ferrandis d'Híxar i Enríquez,
- Juan Ferrandis d'Híxar i Enríquez, que el succeir amb els seus títols en vida en 1495 però murí aavanç que ell,
- Guiomar Ferrandis d'Híxar i Enríquez.

Fou el seu net, Luis Ferrandis d'Híxar i Ramírez de Arellano, el que definitivament perpetuar la dinastia a la seva mort en 1517.
En 1493 fou nomenat duc de Lécera i comte de Belchite pel seu suport al rey en la Guerra del Rosselló. Participà en la conquesta de Navarra de 1515. Fou ambaixador de Joan II d'Aragó.